# Lijst van filosofen
Dit is een lijst van min of meer bekende filosofen uit heden en verleden. Een filosoof (ook wel 'wijsgeer' genoemd) is iemand die de studie van de filosofie beoefent, als beroep of anderszins. Deze lijst is onderverdeeld in:
Inhoudsopgave
1. Filosofen uit de Oudheid
2. Filosofen uit de Middeleeuwen
3. Filosofen van de Moderne Tijd
  1. De filosofen uit de Renaissance (15e en 16e eeuw)
  2. De Verlichtingsfilosofen (17e en 18e eeuw)
  3. Filosofen uit de 19e eeuw
4. Hedendaagse filosofen
  1. 20e-eeuwse filosofen
  2. 21e-eeuwse filosofen

## Filosofen uit de Oudheid

### A

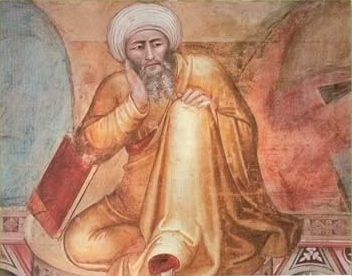
Averroes

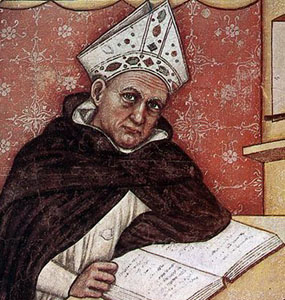
Albertus Magnus

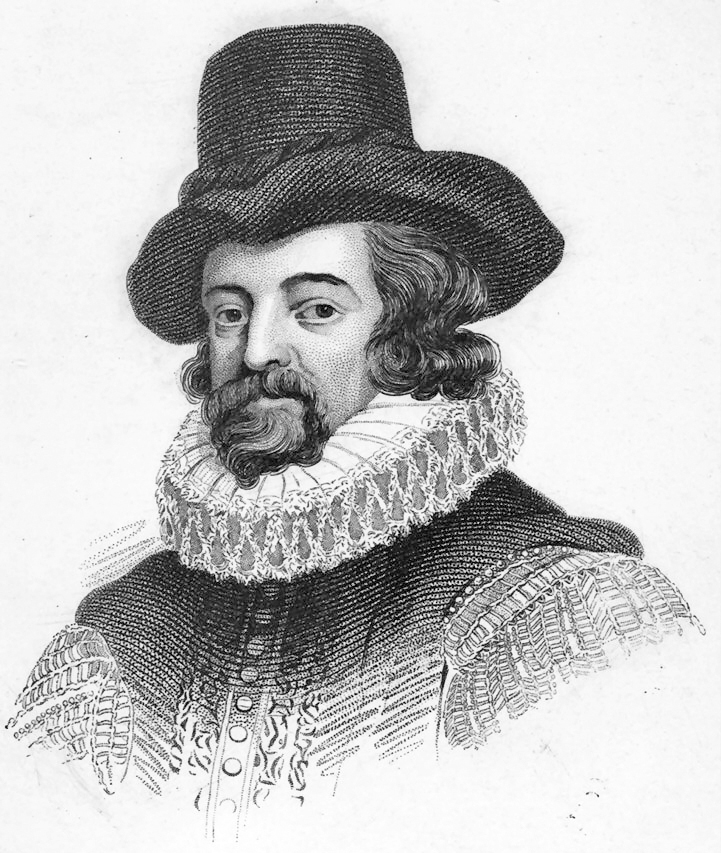
Francis Bacon

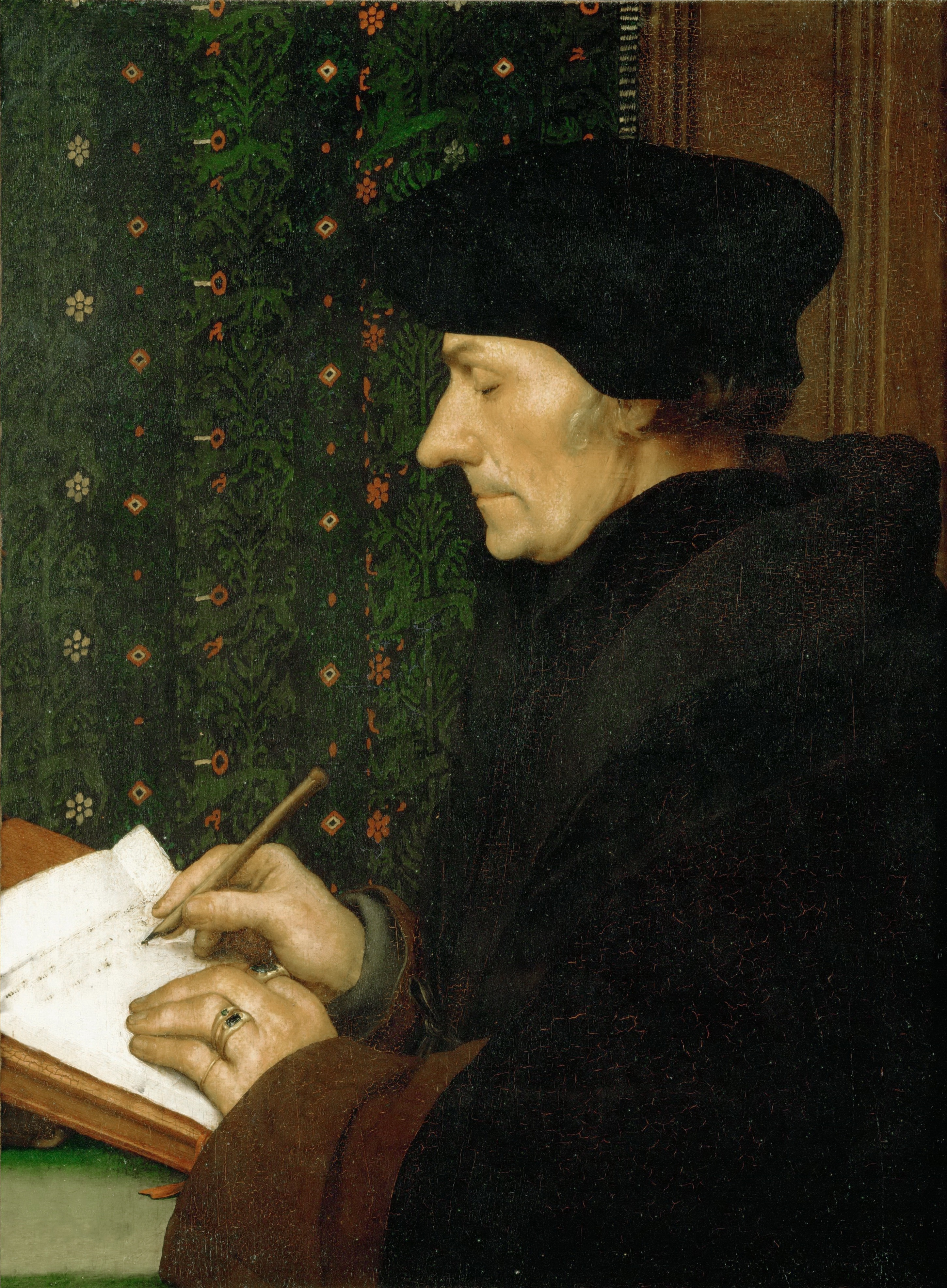
Desiderius Erasmus

Aenesidemus -
Aeschines Socraticus -
Agrippa -
Alcinoüs -
Alcmaeon van Croton -
Aminias -
Amyclas -
Anacharsis -
Anaxagoras -
Anaxarchos -
Anaxilaus -
Anaximandros -
Anaximenes -
Andokides -
Andronicus van Rhodos -
Anniceris -
Antiochus van Ascalon -
Antipater van Cyrene -
Antipater van Tarsus -
Antisthenes -
Apollonius van Tyana -
Archippos -
Archytas -
Arete van Cyrene -
Aristaeus -
Arcesilaus -
Aristippos de Oudere van Cyrene -
Aristippos de Jongere van Cyrene -
Ariston van Chios -
Aristoteles -
Aristoxenos -
Augustinus -
Marcus Aurelius Antonius

### B

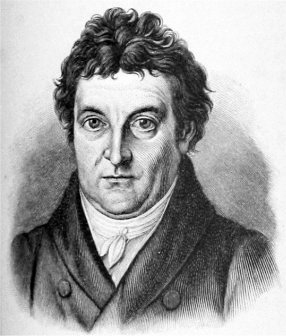
Johann Gottlieb Fichte

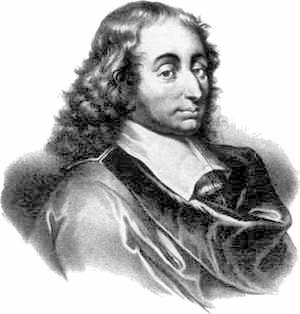
Blaise Pascal

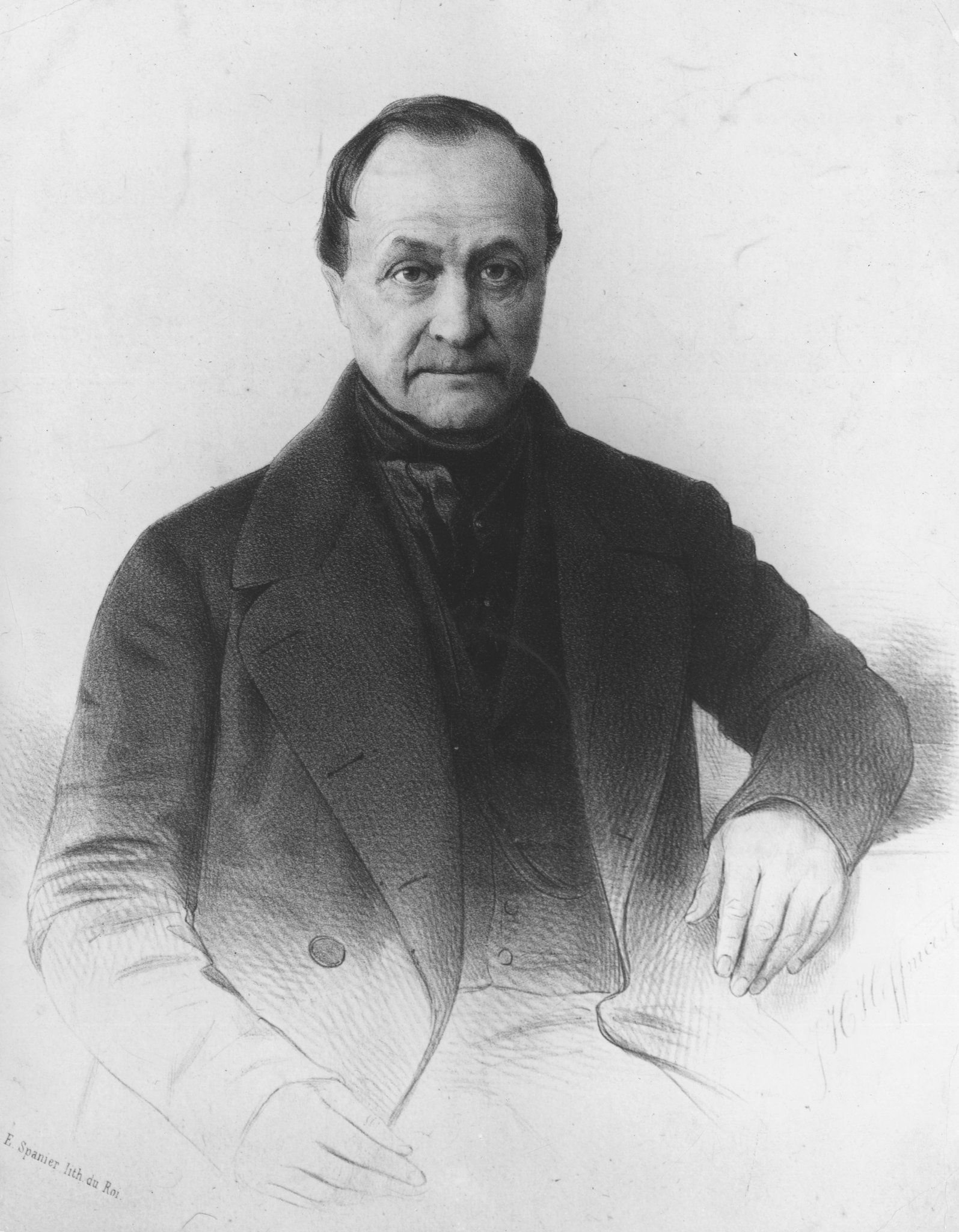
Auguste Comte

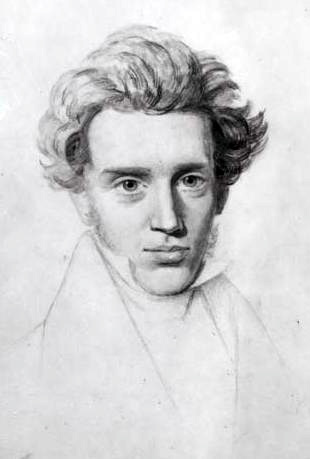
Søren Kierkegaard

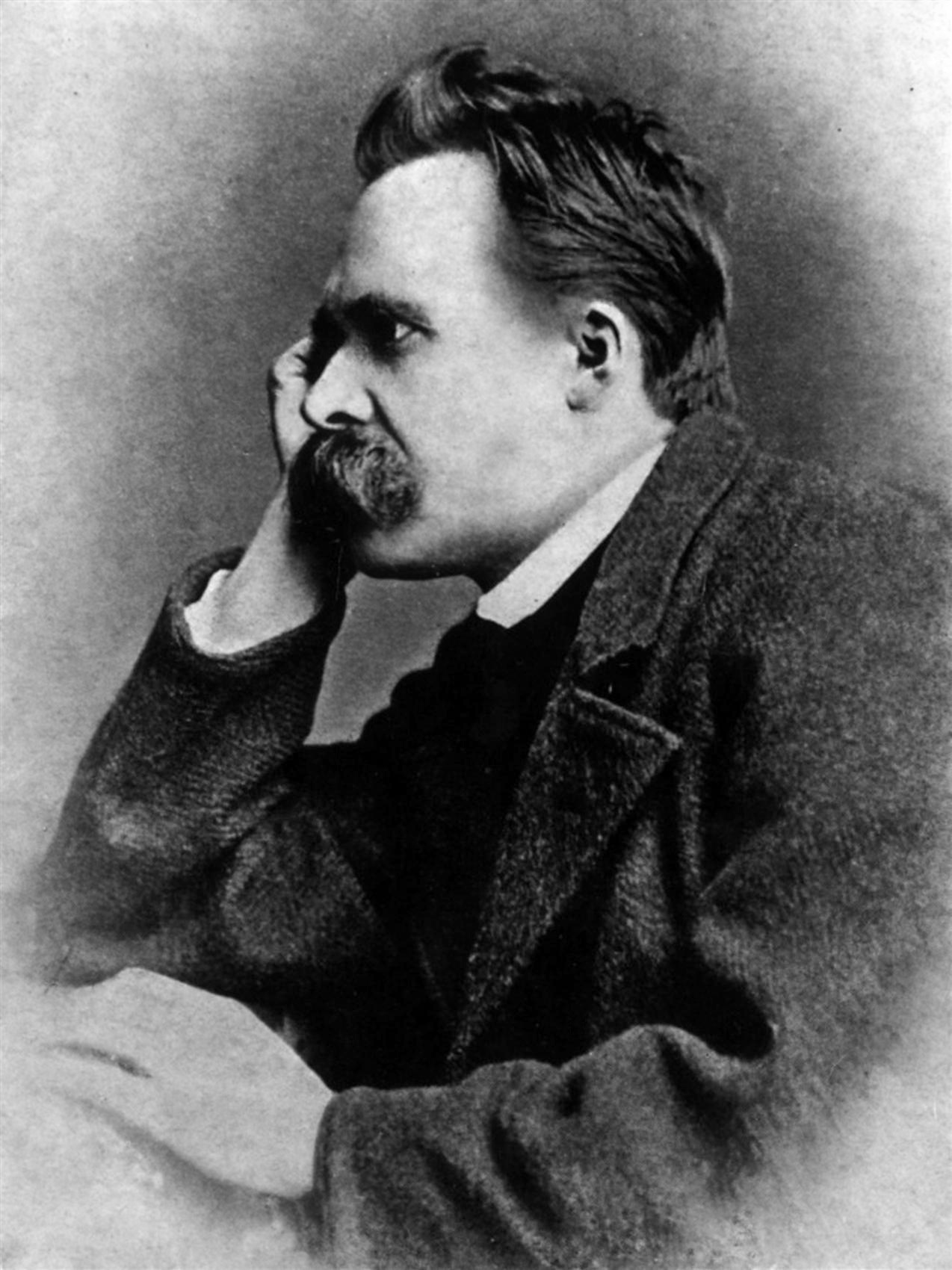
Friedrich Nietzsche

Bodhidharma -
Boëthius

### C
Carneades -
Chanakya -
Marcus Tullius Cicero -
Chrysippos -
Cleanthes -
Confucius -
Crantor -
Critias

### D

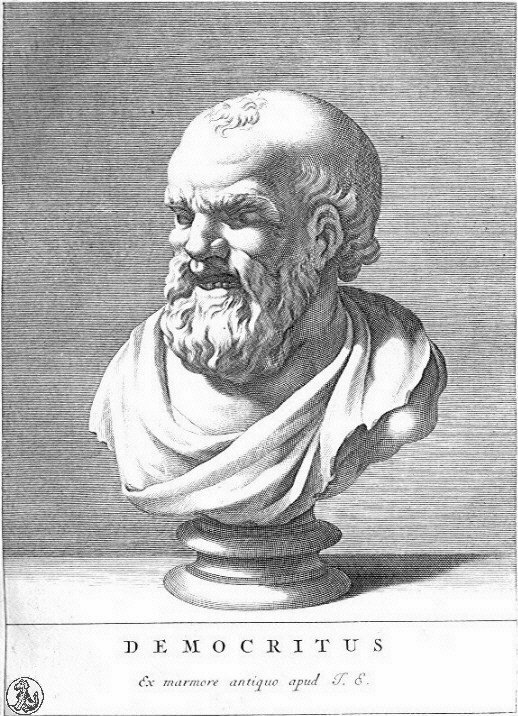
Democritus

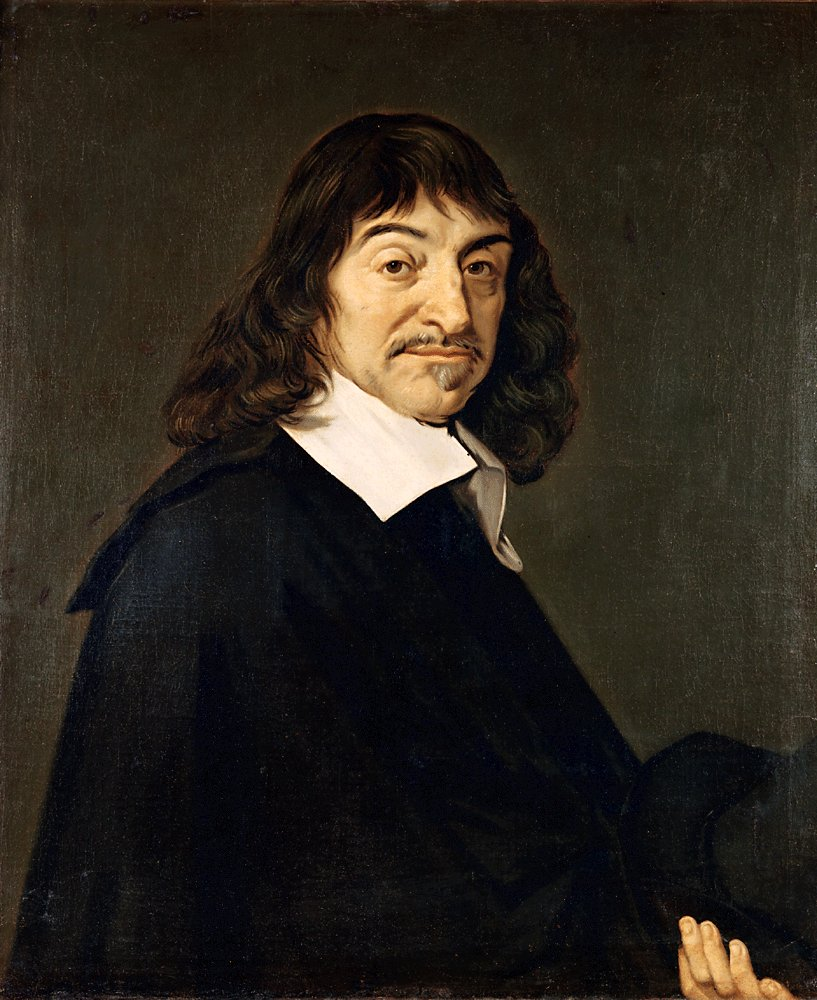
René Descartes

Democritus van Abdera -
Diogenes van Apollonia -
Diogenes van Babylon -
Diogenes van Sinope

### E
Empedocles -
Epicharmus -
Epicurus -
Epiktetos -
Eubulides van Milete -
Euclides van Megara -
Eudemos van Rhodos

### G
Gautama Boeddha -
Glauco -
Gorgias

### H
Heraclides Ponticus -
Herakleitos -
Hipparchia van Maroneia

### I
Iamblichus

### K

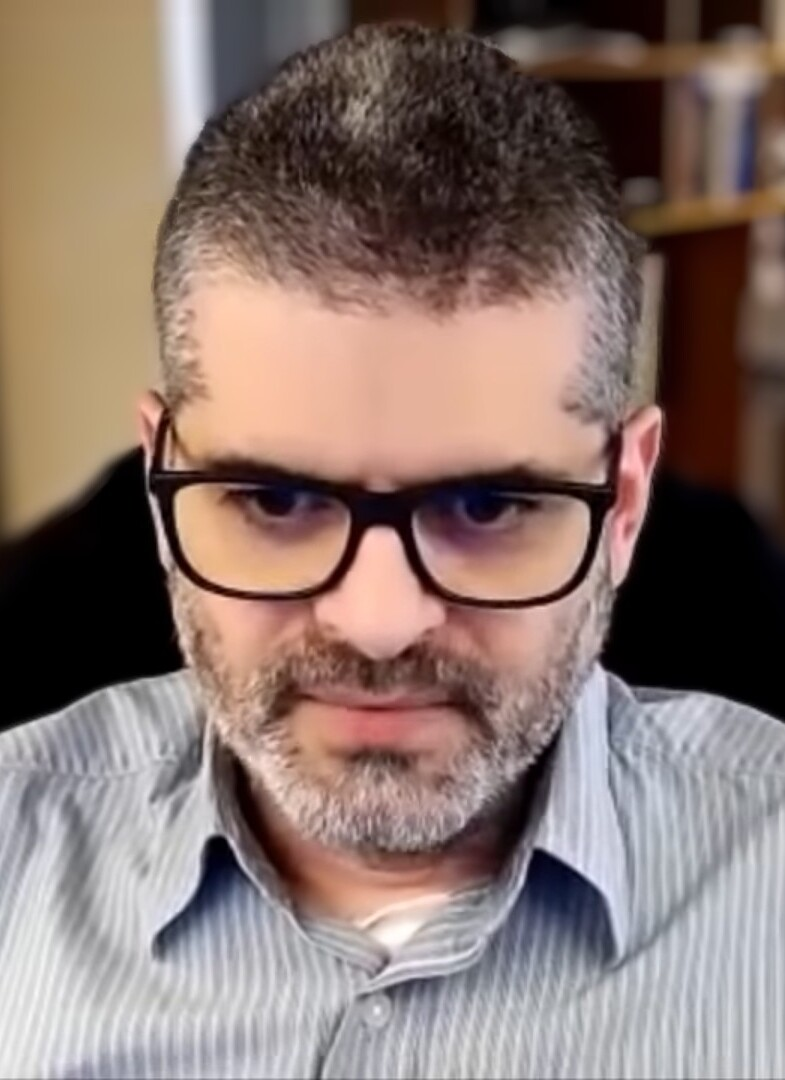
Bernardo Kastrup

Kallikles -
Kautilya -
Kleitomachos -
Krates van Athene -
Krates van Mallos -
Krates van Thebe -
Kritolaos - 
Omar Khayyám

### L
Laozi (Lao Tse) -
Leukippos -
Lucretius

### M

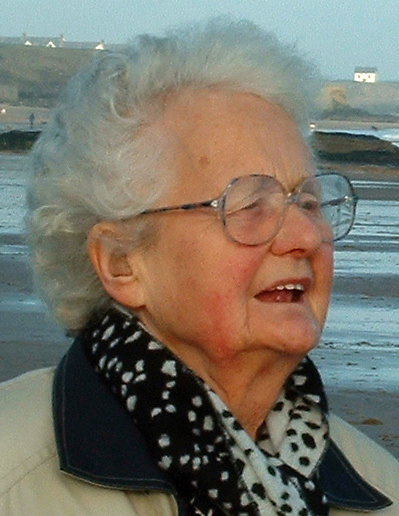
Mary Midgley

Melissus -
Mencius -
Mendemus -
Meton -
Metrocles

### N
Nagarjuna -
Nezahualcoyotl -
Numenius van Apamea

### P
Panaetius van Rodos -
Pāṇini -
Parmenides -
Patanjali -
Philo van Alexandrië -
Philo van Larissa -
Philodemus van Gadara -
Plato -
Plotinos -
Plutarchus -
Porphyrius -
Posidonius van Rhodos -
Proclus -
Protagoras -
Pythagoras -
Pyrrho

### S
Lucius Annaeus Seneca -
Sextus Empiricus -
Simplicius van Cilicië -
Socrates -
Speusippos -
Strato van Lampsacus

### T
Thales -
Theano -
Theophrastus (Tyrtamus) -
Timon van Phlius -
Trasymachos

### V
Vasubandhu

### X
Xenocrates -
Xenophanes

### Z
Zarathustra -
Zeno van Citium -
Zeno van Elea -
Zeno van Tarsus -
Zhuangzi

## Filosofen uit de Middeleeuwen

### A
Petrus Abaelardus -
Anselmus van Canterbury -
Thomas van Aquino -
Averroes (Ibn Rushd) -
Avicenna

### B
Roger Bacon -
Boëthius -
Bonaventura -
Siger van Brabant

### E
Eckhart

### F
al-Farabi

### G
al-Ghazali

### K
al-Kindi

### L
Petrus Lombardus

### M
Albertus Magnus -
Maimonides

### O
Willem van Ockham

### S
Johannes Duns Scotus -
Shankara

## Filosofen van de Moderne Tijd
Deze moderne filosofen leefden van de Renaissance t/m 19e eeuw. Zij zijn terug te leiden tot de Renaissance (15e en 16e eeuw), de Verlichting (17e en 18e eeuw) en afsluitend met de Romantiek (19e eeuw), te herkennen aan de industriële revolutie.

## De filosofen uit de Renaissance (15e en 16e eeuw)

### A
Rudolf Agricola

### B
Francis Bacon, Giordano Bruno

### C
Marcello Capra - Copernicus - Nicolaas van Cusa

### E
Desiderius Erasmus

### F
Marsilio Ficino

### G
Galileo Galilei

### L
Martin Luther

### M
Niccolò Machiavelli -
Giovanni Pico della Mirandola -
Michel de Montaigne -
Thomas More

### P
Pietro Pomponazzi

### S
Francisco Suárez

### T
Bernardino Telesio -
William Tyndale

### V
Lorenzo Valla -
Leonardo da Vinci -
Francisco de Vitoria -
Juan Luis Vives

### Z
Huldrych Zwingli

## De Verlichtingsfilosofen (17e en 18e eeuw)

### B
Francis Bacon -
Alexander Gottlieb Baumgarten -
Isaac Beeckman -
Jeremy Bentham -
George Berkeley -
Edmund Burke - 
Cesare Beccaria

### C
Marquis de Condorcet

### D
René Descartes -
Denis Diderot

### F
Gottlieb Fichte

### G
Galileo Galilei - 
Pierre Gassendi - 
Goethe

### H
Frans Hemsterhuis -
Thomas Hobbes -
David Hume

### K
Immanuel Kant

### L
Gottfried Leibniz -
John Locke

### M
Nicolas Malebranche -
Bernard de Mandeville -
Marin Mersenne -
Charles Montesquieu-
Joseph de Maistre

### P
Thomas Paine -
Blaise Pascal

### R
Jean-Jacques Rousseau

### S
Baruch Spinoza

### T
John Toland

### V
Giambattista Vico -
Voltaire

### W
Christian Wolff

## Filosofen uit de 19e eeuw

### B
Michail Bakoenin -
Gabino Barreda -
Bernard Bosanquet -
Franz Brentano

### C
Auguste Comte

### D
John Dewey -
Joseph Dietzgen -
Wilhelm Dilthey -
Émile Durkheim

### E
Friedrich Engels

### F
Ludwig Feuerbach -
Francesco Fisichella -
Gottlob Frege

### G
Vincenzo Gioberti - 
Johann von Goethe

### H
Georg Hegel -
Alexander Herzen

### J
William James

### K
Søren Kierkegaard -
Peter Kropotkin

### L
Jan Pieter Nicolaas Land

### M
Karl Marx -
James Mill -
John Stuart Mill

### N
Friedrich Nietzsche

### O
Cornelis Willem Opzoomer

### P
Baldassarre Poli - Pierre-Joseph Proudhon

### R
Friedrich Rosenkranz

### S
Friedrich von Schlegel -
Friedrich Schleiermacher -
Arthur Schopenhauer -
Georg Simmel -
Rudolf Steiner -
Max Stirner

### T
Alexis de Tocqueville

### W
Victoria Lady Welby -
Chauncey Wright

## Hedendaagse filosofen
De filosofen uit de 20e en 21e eeuw worden ook wel de hedendaagse filosofen genoemd in de huidige academische kringen. Momenteel ontstaat er een nieuwe filosofische periode, waar het gaat om het (opnieuw) bij elkaar brengen van de versnippering van de vorige tijdperken: de 21e eeuw. In deze stroming zijn begrippen als integrale theorie kenmerkend voor het gedachtegoed van de filosoof.

## 20e-eeuwse filosofen

### A
Nicola Abbagnano -
Jnan Hansdev Adhin -
Theodor Adorno -
Elizabeth Anscombe -
Hans Albert -
Louis Althusser -
Edward Ames -
Leo Apostel -
Karl-Otto Apel -
Hannah Arendt -
David Armstrong -
John Austin -
Alfred Ayer -
Sadiq Jalal al-Azm

### B
Roland Barthes -
Renaud Barbaras -
Jean Baudrillard -
Simone de Beauvoir -
Henri Bergson -
Isaiah Berlin -
Paul Bernays -
Richard Bernstein -
Evert Willem Beth -
Maurice Blondel -
Gerard Bolland -
Francis Bradley -
Robert Brandom -
Titus Brandsma -
Luitzen Egbertus Jan Brouwer -
Martin Buber

### C
Albert Camus -
Rudolf Carnap -
Ernst Chladni -
Noam Chomsky -
Patricia Churchland -
Paul Churchland -
C. West Churchman -
Emil Cioran -
Jacob Clay -
Paul Cliteur -
Robin George Collingwood -
William Lane Craig -
Benedetto Croce

### D
Donald Davidson -
Gilles Deleuze - 
Bernard Delfgaauw -
Daniel Dennett -
Jacques Derrida -
Donna Dickenson -
Herman Dooyeweerd -
Wim van Dooren -
Joop Doorman -
Ronald Dworkin

### E
John Eccles -
Jon Elster

### F
Paul Feyerabend -
Alain Finkielkraut -
Stanley Fish -
Jerry Fodor -
Philippa Foot -
Michel Foucault -
Francis Fukuyama

### G
Hans-Georg Gadamer -
Eugenio Garin -
Romano Guardini -
Nelson Goodman

### H
Susan Haack -
Bierens de Haan -
Jürgen Habermas -
Ian Hacking -
Stuart Hampshire -
Donna Haraway -
Richard M. Hare -
Gilbert Harman -
Erich Harth -
Arif Hasan -
Martin Heidegger -
Michał Heller -
Gerard Heymans -
Arend Heyting -
Carl Gustav Hempel -
Allan Hobson -
Sidney Hook -
Paulin Hountondji -
Edmund Husserl

### I
Ivan Illich

### J
Frank Cameron Jackson -
Karl Jaspers -
Julian Jaynes -
Hans Joas -
Hans Jonas

### K
Jaegwon Kim -
Christof Koch -
Philip Kohnstamm -
Panajotis Kondylis -
Thomas Kuhn -
Karel Kuypers

### L
Lucien Laberthonnière -
Jacques Lacan -
Imre Lakatos -
Ervin László -
Larry Laudan -
Emmanuel Levinas -
Clarence Irving Lewis -
David Kellogg Lewis -
Alain Locke -
Jean-François Lyotard

### M
Alasdair MacIntyre -
Gerrit Mannoury -
Antun Maqdisi -
Gabriel Marcel -
Herbert Marcuse -
Avishai Margalit -
Dora Marsden -
John McDowell -
Michael Mel -
Pascal Mercier -
Maurice Merleau-Ponty -
Mary Midgley -
David Miller -
Jacques Monod -
Carlos Monsiváis -
George Edward Moore -
Charles W. Morris -
Emmanuel Mounier -
Iris Murdoch

### N
Ernest Nagel -
Thomas Nagel -
Doede Nauta -
Michael Netzer -
John von Neumann -
John Norman -
Robert Nozick -
Martha Nussbaum

### O
Michael Oakeshott -
Willem Ouweneel -
Willard Van Orman Quine

### P
Georges Palante -
Derek Parfit -
Jan Patočka -
Roger Penrose -
Kees van Peursen -
Herman Philipse -
Ullin Place -
Leo Polak -
Johannes Jacobus Poortman -
Karl Popper -
Hilary Putnam

### R
Ayn Rand -
John Rawls -
Hans Reichenbach -
Géza Révész -
Paul Ricœur -
Wim Rietdijk -
Richard Rorty -
Josiah Royce -
Bertrand Russell -
Gilbert Ryle

### S
Calogero Angelo Sacheli -
Michael Sandel -
Jean-Paul Sartre -
Sybe Schaap -
Viktor Schauberger -
Max Scheler -
F.C.S. Schiller -
Carl Schmitt -
Wilfrid Sellars -
Otto Selz -
Pieter Seuren - 
Peter Singer -
Peter Sloterdijk -
J.J.C. Smart -
Abdulkarim Soroush -
Frits Staal -
Peter Frederick Strawson

### T
Daniela Patrizia Taormina -
Alfred Tarski -
Charles Taylor

### V
José Vasconcelos -
Lanza del Vasto -
Etienne Vermeersch

### W
Michael Walzer -
Ernest Wamba dia Wamba -
Alfred North Whitehead -
Bernard Williams -
Ludwig Wittgenstein -

### Z
Slavoj Žižek

## 21e-eeuwse filosofen

### B
Désanne van Brederode

### C
Lieven De Cauter -
William Lane Craig

### H
Bas Haring

#### K
Bernardo Kastrup -
Roel Kuiper -
Andreas Kinneging

#### N
Michael Netzer

### S
Johan Sanctorum -
Sybe Schaap -
Coen Simon

### V
Ad Verbrugge

### W
Ken Wilber -
Dick Willems